# Valašské Meziříčí
Valašské Meziříčí là một thị trấn thuộc huyện Vsetín, vùng Zlínský, Cộng hòa Séc.